# 청우백마 신화
청우백마 신화는 거란의 전설이다.

## 배경
중국의 내몽골 자치구에 위치한 시라무룬허와 라오하허가 배경이다.

## 내용
오래전 선녀가 청우(靑牛)가 끄는 수레를 타고 시라무룬허를 따라 내려왔다. 그 후 또다른 선인 하나가 백마(白馬)를 타고 라오하허를 따라 내려왔고, 이 선녀와 만나 서로 사랑하게 되어 부부가 되었다.
이 부부는 모두 여덟 명의 아들을 낳았는데, 이 여덟 명의 아들이 각각 거란의 여덟 부족의 시초가 되었다.

## 의미
전설에 등장하는 청우와 백마는 각각 청우를 토템으로 숭배하는 부족과 백마를 숭배하는 부족이 만나 시간이 흘러 거란이 되었음을 상징한다.